# 33348 Stevelliott
33348 Stevelliott este o planetă minoră (asteroid), cu un diametru de 3,316 km, din centura de asteroizi. A fost descoperită pe 14 decembrie 1998 la Experimental Test Site⁠(d) de Lincoln Near-Earth Asteroid Research. 
Obiectul prezintă o orbită caracterizată de o semiaxă mare de 2,2693183 UAi, o excentricitate de 0,07, o înclinație de 4,13446 ° în raport cu ecliptica.